# Donal Brendan Murray
Donal Brendan Murray (Dublino, 29 maggio 1940 – Limerick, 13 ottobre 2024) è stato un vescovo cattolico irlandese.

## Biografia
Donal Brendan Murray nacque a Dublino il 29 maggio 1940 da Tom e Maureen Murray.

### Formazione e ministero sacerdotale
Studiò al Blackrock College. Conseguì poi un Bachelor of Arts e un Master of Arts in filosofia all'University College di Dublino e in seguito un Bachelor of Divity al St. Patrick's College di Maynooth e la licenza e il dottorato in teologia presso la Pontificia università "San Tommaso d'Aquino" a Roma.
Il 22 maggio 1966 fu ordinato presbitero per l'arcidiocesi di Dublino. Fu docente al "Mater Dei Institute of Education" dal 1969 e professore di teologia morale al Clonliffe College di Drumcondra. Tenne inoltre conferenze di catechetica e etica medica all'University College di Dublino dal 1978 al 1982.
Fu consigliere dei rappresentanti irlandesi alla IV assemblea generale ordinaria del Sinodo dei vescovi che si tenne nella Città del Vaticano dal 30 settembre al 29 ottobre 1977 sul tema "La catechesi nel nostro tempo".
Un commentatore ha detto di lui che "è stato valutato da [Desmond] Connell come lo studente più brillante a cui abbia insegnato nei suoi 35 anni come professore di metafisica all'University College di Dublino".

### Ministero episcopale
Il 4 marzo 1982 papa Giovanni Paolo II lo nominò vescovo ausiliare di Dublino e titolare di Glenndálocha. Ricevette l'ordinazione episcopale il 18 aprile successivo nella chiesa di Sant'Andrea in Westland Row a Dublino per imposizione delle mani dell'arcivescovo metropolita di Dublino Dermot Ryan, co-consacranti l'arcivescovo Gaetano Alibrandi, nunzio apostolico in Irlanda, e il vescovo ausiliare di Dublino Joseph A. Carroll. Con 41 anni di età al momento della nomina era il più giovane vescovo del mondo.
Come motto episcopale scelse l'espressione "Veritas in Caritate" ("La verità nell'amore") che, ironicamente, dato il suo successivo trasferimento a Limerick, era anche il motto del vescovo Henry Murphy, ordinario di quella sede dal 1958 al 1973, e del St Munchin's College della stessa città.
Il 10 febbraio 1996 papa Giovanni Paolo II lo nominò vescovo di Limerick. Prese possesso della diocesi il 24 marzo successivo.
Fu membro del Pontificio consiglio della cultura per più di vent'anni, di quattro commissioni episcopali  e del gruppo misto di lavoro tra la Chiesa cattolica romana e il Consiglio ecumenico delle Chiese. Fece parte della commissione congiunta per le questioni di bioetica delle Conferenze episcopali di Irlanda, Inghilterra e Galles e Scozia.
Partecipò alla II assemblea speciale per l'Europa del Sinodo dei vescovi che si tenne nella Città del Vaticano dal 1º al 23 ottobre 1999 sul tema "Gesù Cristo, vivente nella sua Chiesa, sorgente di speranza per l'Europa".
Nell'ottobre del 2006 compì la visita ad limina.
In una valutazione del suo episcopato a Limerick fatta al momento delle sue dimissioni, si ricordava che "si dimostrò un vescovo laborioso, istituendo consigli parrocchiali e ristrutturando la cattedrale di San Giovanni (Limerick). Vendette persino il tradizionale palazzo vescovile, trasferendosi in una modesta casa".
Nel novembre del 2009 fu duramente criticato dopo che il Rapporto Murphy, stilato dalla commissione d'inchiesta del governo irlandese sullo scandalo degli abusi sessuali nell'arcidiocesi di Dublino, stabilì che non gestì adeguatamente le segnalazioni di casi di abuso sessuale su minori compiuti dai preti della diocesi.
Nonostante le pressioni esercitate affinché si dimettesse dal suo incarico, il vescovo Murray insistette nel non essere coinvolto in alcun insabbiamento. Avviò un processo di ascolto con i suoi parrocchiani in merito al suo futuro incarico nella diocesi. Non poté dire se prevedeva di celebrare la messa nella cattedrale di San Giovanni il giorno di Natale.
Nel pomeriggio di martedì 1º dicembre monsignor Murray informò i vicari della diocesi di aver deciso di presentare le sue dimissioni. Il giorno successivo contattò il nunzio apostolico chiedendogli di organizzare un incontro con la Congregazione per i vescovi a Roma. Questo ebbe luogo lunedì 7 dicembre.
Il 17 dicembre 2009 papa Benedetto XVI accettò la sua rinuncia al governo pastorale della diocesi. Lo stesso giorno la notizia fu annunciata ai sacerdoti e agli impiegati della diocesi e del centro pastorale diocesano nella cattedrale di San Giovanni a Limerick.
Nel gennaio del 2017 compì un'altra visita ad limina.
Morì alle 00:50 13 ottobre 2024 al Milford Care Centre di Limerick all'età di 84 anni. Il suo successore come vescovo di Limerick, Brendan Leahy, in un omaggio al vescovo Murray osservò che "era in sintonia con il contesto ecclesiale e sociale in rapido cambiamento e con la sfida di ricostruire la comunità di fede. La sua grande mente lavorava sempre per costruire una Chiesa di domani, non per aggrapparsi a una Chiesa del passato". Le esequie si tennero il 17 ottobre alle ore 12 nella cattedrale di San Giovanni a Limerick. Al termine del rito fu sepolto nel cimitero locale di Mount St. Lawrence.

## Genealogia episcopale
La genealogia episcopale è:
- Cardinale Scipione Rebiba
- Cardinale Giulio Antonio Santori
- Cardinale Girolamo Bernerio, O.P.
- Arcivescovo Galeazzo Sanvitale
- Cardinale Ludovico Ludovisi
- Cardinale Luigi Caetani
- Cardinale Ulderico Carpegna
- Cardinale Paluzzo Paluzzi Altieri degli Albertoni
- Papa Benedetto XIII
- Papa Benedetto XIV
- Papa Clemente XIII
- Cardinale Marcantonio Colonna
- Cardinale Giacinto Sigismondo Gerdil, B.
- Cardinale Giulio Maria della Somaglia
- Cardinale Carlo Odescalchi, S.I.
- Cardinale Costantino Patrizi Naro
- Cardinale Lucido Maria Parocchi
- Papa Pio X
- Papa Benedetto XV
- Papa Pio XII
- Cardinale Eugène Tisserant
- Papa Paolo VI
- Arcivescovo Dermot Ryan
- Vescovo Donald Brendan Murray